# 예수없는 예수교회
예수없는 예수교회는 한완상 전 적십자 총재가 쓴 기독교 서적이다. 저자는 신앙의 그리스도에 가려진 역사적 예수, 역사적 예수의 복음과 삶, 이에 반하여 예수를 찾아볼 수 없는 한국 기독교를 비평한다. 2008년 12월 김영사에서 출간하였다.

## 목차
- 프롤로그_한국 교회여, 우아하고 멋지게 지는 법을 체득하라
- 참회하는 마음으로 쓴 수난절 편지
  - 1. 팔이 밖으로 굽으시는 하나님
    - 01_내 삶에 오신 예수님
    - 02_팔이 밖으로 굽으시는 하나님
    - 03_평화의 도시에 평화는 없었다
    - 04_개마고원에서의 꿈

  - II. 아, 기독교인임이 부끄럽구나
    - 05_사회를 치유하는 소셜 닥터Social Doctor
    - 06_유배지 같은 현대사회에서
    - 07_종교는 비우고 사랑은 채우고
    - 08_아, 기독교인임이 부끄럽구나

  - III. 예수 없는 예수 교회
    - 09_왜 한국 교회는 버림받고 있나
    - 10_예수 없는 예수 교회의 신앙고백
    - 11_예수 이름으로 예수를 괴롭히는 교회
    - 12_무덤은 버리고 역사는 채우고
    - 13_껍데기 신앙은 가라

  - IV. 신앙, 그 감동의 역설
    - 14_사랑은 지면서 이기는 힘
    - 15_스스로 지우신 하나님
    - 16_누가 하나님 나라의 주인인가
    - 17_해학과 저항의 예수

  - V. 우아한 패배, 참 평화의 길
    - 18_우아한 패배, 참 평화의 길
    - 19_멋지게 지신 예수님
    - 20_사랑은 동사요, 하나님도 동사다
    - 21_십자가, 그 멋진 패배의 미학

  - 에필로그_기억과 회상의 힘

## 발췌
| “ | 예수의 하나님 나라 운동이야말로 우아하게 지면서 마침내 모두 함께 이길 수 있는 길을 보여주었습니다. 안타깝게도 이런 새로운 삶, 멋있게 짐으로써 함께 이기는 새로운 삶의 가치를 오늘날 개신교 지도층이 가장 이해를 못하고 있는 듯합니다. 이것은 한국이나 서양에서나 크게 다를 바 없어 더욱 답답하고 안타깝습니다. 그 원인은 주로 물리적, 물질적 힘에 의한 승리, 그에 따른 평화를 오랫동안 숭배해왔기 때문입니다. 특히 미국이나 한국에서 교회 지도자의 주류는 승리주의 가치를 기독교 본연의 가치로 믿고 있습니다. 하지만 물적 기반이 강한 교회이기에, 힘을 통한 승리와 힘에 의한 평화를 강조하는 교회일수록 역사적 예수 운동의 원래 의도와는 너무나 멀리 떨어져 있습니다. 교회를 열심히 다니는 교인일수록 예수의 삶과는 동떨어진 삶을 정상적인 크리스천의 삶인 양 착각하는 듯합니다. 하기야 성서도 이 문제를 언급하는 데 일관성이 부족한 것도 부인할 수 없습니다. 이랬다저랬다 혼란스러운 메시지를 던지는 것 같습니다. _ p.252-53 | ” |